# Robert von Sterneck
Robert Freiherr Daublebsky von Sterneck (Viena, 5 de abril de 1871 – Graz, 18 de março de 1928) foi um matemático austríaco.
Filho do geodesista Robert Daublebsky von Sterneck, estudou matemática a partir de 1889 na Universidade de Viena, onde obteve em 1893 um doutorado, orientado por Gustav von Escherich e Emil Weyr.
Foi em 1898 amanuense na biblioteca da Universidade Técnica de Viena. Obteve a habilitação em 1895 e foi a partir de 1896 Privatdozent na Universidade de Viena. Foi professor de geometria diferencial, teoria analítica dos números e álgebra. Em 1899 obteve outra habilitação na Universidade Técnica de Viena. Em 1904 foi professor extraordinário da Universidade de Chernivtsi, onde foi em 1906 professor ordinário. Em 1907 foi professor ordinário da Universidade de Graz, onde foi em 1913/1914 decano da Faculdade de Filosofia.
Foi palestrante do Congresso Internacional de Matemáticos em Cambridge (1912: Neuere empirische Daten über die zahlentheoretische Funktion {\displaystyle \sigma (n)}).
Foi membro da Associação dos Matemáticos da Alemanha, da Sociedade Matemática de Moscou e do Circolo Matematico di Palermo.